# Enver Behbudov
Pour les articles homonymes, voir Behbudov.
Enver Behboudov (en azéri : Ənvər Məcid oğlu Behbudov, né le 20 mars 1912 à Choucha et mort le 18 mars 1993 à Moscou) est un metteur en scène azerbaïdjanais, Artiste du peuple de la RSFSR (1965).

## Biographie
Enver Behboudov est né dans la famille du chanteur folk azerbaïdjanais Khanende Medjid Behboudov. Il est le frère aîné de l'artiste du peuple de l'URSS Rachid Behboudov.En 1942, il est diplômé du département de direction de GITIS.

## Gestion des théâtres et mises en scène de spectacles
De 1944 à 1946, il est directeur et directeur artistique des théâtres d'Oulianovsk ; de 1946 à 1948, des théâtres de Khabarovsk ; et de 1948 à 1954, des théâtres de Novossibirsk.
De 1954 à 1959, Behbudov est le directeur en chef du Théâtre dramatique V. Kachalov Bolchoï à Kazan, et de 1959 à 1964 - du Théâtre dramatique M. Gorky à Rostov. Sur les scènes de ces théâtres, Beibudov  met en scène des performances telles que Un homme avec un pistolet de Nikolaї Pogodin, Terre vierge retournée  de Mikhail Cholokhov, Âmes mortes de Nikolaї Gogol, 104 pages sur l'amour d'Edward Radzinsky.
En 1965, Enver Behboudov reçoit le titre d'artiste du peuple de la RSFSR ; il est le premier Azerbaïdjanais à recevoir ce titre.
Depuis 1966, Enver Behbudov est le directeur du Théâtre d'opéra et de ballet d'Azerbaïdjan. En 1968, sur la scène de ce théâtre Behbudov met en scène l'opéra du célèbre compositeur azerbaïdjanais Uzeyir Hadjibeyov Keroglu.
Depuis 1969, Enver Behboudov est le directeur du Théâtre dramatique russe d'Azerbaïdjan. Ici, il met en scène Le Six juillet (1970, Mikhail Shatrov), Un homme de côté (1972, Ignatiy Dvoretsky), Sur son propre chemin (1973, Rustam Ibragimbekov), Si vous ne brûlez pas (1974, Nabi Khazri), L'été dernier à Chulimsk (1975, Alexander Vampilov) et d'autres représentations.
De 1978 à 1993, Enver Behbudov est conférencier à l'Institut d'État de la Culture de Moscou.

## Distinctions
- Ordre de la Bannière Rouge du travail
- Insigne d'honneur
- Médailles